# Panegyrici Latini
De Panegyrici Latini (ook Latijnse panegyrieken of Latijnse lofredes) is een collectie van twaalf Romeinse lofredes (panegyrieken).
De schrijvers van het grootste deel van de lofredes in de collectie zijn anoniem. Wel lijken zij alle van Gallische oorsprong te zijn geweest. Afgezien van de eerste redevoering, de panegyriek voor Trajanus door Plinius de Jongere in 100 n.Chr, dateren de lofredes uit de periode tussen 289 en 389 n.Chr. Het originele manuscript met daarin Panegyrici Latini werd in 1433 ontdekt. Dit manuscript is echter verloren gegaan. Er zijn op dit moment alleen nog kopieën overgebleven.
De achtste panegyriek viert de herovering in 296 van Brittania door Constantius Chlorus, caesar binnen de tetrarchie, op Allectus. Deze toespraak werd waarschijnlijk in 297 uitgesproken in Augusta Treverorum (het huidige Trier) op dat moment de residentie van Constantius.

## Achtergrond
Gallië had een lange geschiedenis als een centrum van de retoriek. Het behield zijn dominantie op dit gebied tot ver in de vierde eeuw. Een vroege voorsprong op het gebied van de retorica werd genomen door de Aedui, vroege bondgenoten van Rome en enthousiast om de manieren van hun nieuwe heersers over te nemen. Maeniaanse scholen werden al tijdens de regering van Tiberius (regnavit 14-37 n.Chr.) geroemd Deze Maeniaanse scholen bleven tot in de dagen van de grootvader van Eumenius bloeien, zij werden in het midden van de derde eeuw gesloten.
In de late derde eeuw was er in de stad sprake van enige opleving, maar nadat Augustum Treverorum (Trier) in de jaren 280 een keizerlijke hoofdstad was geworden, begonnen de redenaars er gevoelens van jaloezie jegens de keizerlijke patronage te ontwikkelen die de burgers van Trier genoten. Ondanks zijn politieke en economische hegemonie drukte Augustum Treverorum echter geen significante stempel op de retoriek van deze periode. Nixon en Rodgers suggereren dat Trier simpelweg te dicht bij het keizerlijk hof stond. Het overlevende bewijs (dat overigens door Ausonius' Professoren uit Bordeaux kan zijn vertekend) wijst op een verschuiving, later in de vierde eeuw, tijdens de Tetrarchie en de Constantijnse periode, weg van Autun en Trier als centra van de kunst van de retorica, naar Bordeaux..
De panegyrieken laten vertrouwdheid zien met oudere retorische handboeken. Sommigen hebben betoogd dat Menander van Laodicea's verhandelingen zeer invloedrijk zijn geweest op deze collectie. Zij geloofden dat zijn voorschriften in de tiende lofrede werden gebruikt. Omdat een groot deel van de adviezen van Menander echter uit standaard-retorische voorschriften bestaan, zijn de  aangevoerde parallellen met Menander niet voldoende om het directe gebruik van zijn handboek door de panegyristen te bewijzen.
Andere handboeken van de retoriek hebben ook hun invloed op de collectie gehad. Quintilianus' Institutio Oratoria bijvoorbeeld gaat over de afkomst van de oratie. Deze werkwijze van Quntilianus komt overeen met de panegyrieken van 289, 291, 297, 310, 311, 321 en 389 In ieder geval varieerden de andere panegyrieken in de collectie sterk van het schema van Menanders. Parallellen met andere Latijnse oratoren, zoals Cicero en Plinius de Jongere komen minder vaak voor dan het geval zou zijn geweest als deze auteurs als stilistische modellen hadden gediend.

## Taal en stijl
Het Latijn van de lofdichten is gebaseerd op het Gouden-eeuwse Latijn, product van een opleiding die zwaar leunde op Cicero, gemengd met een groot aantal Zilveren-eeuwse kenmerken en een klein aantal Laat- en Vulgair-latijnse termen Voor studenten van het Latijn in de late oudheid waren Cicero en Vergilius de toonbeelden van de taal; om die reden maakten de panegyristen veelvuldig gebruik van deze auteurs. Vergilius' Aeneis is de favoriete bron met de Georgica op de tweede en de Bucolica met ruime afstand op de derde plaats. (Andere dichters waren veel minder populair: de Panegyrici Latini bevat een spaarzaam aantal toespelingen op Horatius, en ook één complete ontlening aan Ovidius.)
Wanneer zij gebruik maakten van het werk van Cicero, waren de panegyristen als eerste in die werken geïnteresseerd, waar Cicero uiting gaf aan zijn bewondering en minachting. Als bron van lof was Cicero's lofrede op Pompeius ter ondersteuning van de Maniliaanse wet (De Imperio Cn. Pompei) heel populair. Een echo ervan weerklinkt in de collectie panegyrieken in negen of tien van de elf laatste lofzangen in totaal zesendertig keer. Cicero's drie oraties ter ere van Julius Caesar waren ook populair. Van deze waren de panegyristen vooral gesteld op de Pro Marcello; in acht van de lofdichten worden er in totaal meer dan twaalf toespelingen op dit werk gemaakt. Voor het zwartmaken van iemand zijn de Catilinarische- en Verrinische redevoeringen van Cicero de prominentste primaire bronnen (elf citaten verwijzen naar het eerste, en acht naar dit laatste werk)
Andere klassieke prozamodellen hadden een minder grote invloed op de panegyristen. Plinius' Panegyricus model is bekend aan de auteurs van de panegyrieken 5, 6, 7, 11 en in het bijzonder 10, waar verschillende verbale gelijkenissen voorkomen. De echo's van Sallustius' Bellum Catilinae vindt men terug in de lofdichten 10 en 12, de echo's van De oorlog van Jugurtha in de lofdichten 6, 5, en 12. Livius lijkt als voorbeeld van enig nut te zijn geweest in lofrede 12. en 8. De lofredenaar van panegyriek 8 moet vertrouwd zijn geweest met Fronto, wiens lof voor Marcus Aurelius hij noemt, en de lofredenaar van panegyriek 6 lijkt het werk van Tacitus Agricola te hebben gekend. De Aeduaanse oratoren, die in de context van Gallië en Britannia naar Julius Caesar verwijzen, zijn direct vertrouwd met zijn proza of kennen hem via tussenpersonen, zoals Florus, de historicus. Panegyriek 12 bevat een directe verwijzing naar Caesars Bellum civile.
Accenten en metrische clausulae werden door alle Gallische panegyristen gebruikt. Met uitzondering van Eumenius gebruikten alle panegyristen beide vormen in 75% of meer van de gevallen. Eumenius gebruikte de eerste (accenten) in 67,8 procent en de laatste (metrische clausulae) in 72,4 procent van de gevallen. Dit was in die tijd een veelvoorkomend metrisch ritme, maar werd in het begin van de vijfde eeuw niet meer gebruikt. Metrische overwegingen speelden toen geen rol meer.

## Inhoud
De collectie bestaat uit de volgende toespraken: 
1. door Plinius de Jongere. Het was oorspronkelijk een dankwoord (gratiarum actio) bij de aanvaarding van zijn consulaat in 100 n.Chr.. Hij sprak dit dankwoord ten overstaan van de Senaat ter ere van keizer Trajanus uit. Dit werk, dat van veel vroeger dateert dan de rest van de collectie en ook niet uit Gallië stamt, diende waarschijnlijk als model voor de andere toespraken[28] Plinius was in de late vierde eeuw een populaire auteur. Symmachus modelleerde zijn brieven bijvoorbeeld op die van Plinius[29] -en de hele collectie zou kunnen zijn ontworpen als een exemplum te zijner ere.[30] Plinius herzag dit dankwoord later en breidde het werk nog aanzienlijk uit. Om deze reden is dit dankwoord de langste uit de hele collectie. Plinius presenteerde Trajanus als de ideale heerser, of optimus princeps, aan de lezer en contrasteerde hem met zijn voorganger Domitianus.
2. door Pacatus uitgesproken in 389 ter ere van keizer Theodosius I.
3. door Claudius Mamertinus ter ere van keizer Julianus, in 362 in Constantinopel uitgesproken als dankwoord bij zijn aanvaarding van het ambt van consul in dat jaar.
4. door Nazarius. Deze toespraak werd in 321 in Rome voor de Senaat uitgesproken ter gelegenheid van de vijftiende verjaardag van de ambstaantreding van Constantijn I en de vijfde verjaardag sinds zijn zonen Crispus en Constantijn II van Rome tot caesares waren verheven. De toespraak is eigenaardig omdat geen van de geëerde keizers aanwezig was op het moment dat de toespraak werd uitgesproken, en ook omdat het Constantijns overwinning op Maxentius (tijdens de Slag bij de Milvische Brug) in 312 vierde. Ook bevat de toespraak bijna geen enkele verwijzing naar contemporaine gebeurtenissen.
5. door een anonieme redenaar in het jaar 311 uitgesproken in Augusta Treverorum (Trier), die zijn dank uitspreekt aan Constantijn I voor een belastingvermindering voor zijn geboortestad Augustodunum (Autun).
6. Door een anonieme (maar andere) auteur, ook uitgesproken aan het hof in Trier in 310, ter gelegenheid van Constantijns quinquennalia (vijfde verjaardag van zijn ambstverheffing) en de stichtingsdag van de stad Augusta Treverorum. De toespraak bevat een beschrijving van een verschijning van de zonnegod Apollo aan Constantijn, die vaak werd beschouwd als een model voor  Constantijns latere christelijke visie. Ook verkondigt de toespraak de legende dat keizer Claudius II Constantijns voorouder was.
7. door een anonieme auteur in 307 uitgesproken rede ter gelegenheid van het huwelijk van Constantijn met Maximianus' dochter Fausta, vermoedelijk ook in Augusta Treverorum. Het spreekt de lof uit over beide keizers en hun prestaties. De bruid en de bruiloft zelf komen in de rede maar zeer beperkt aan de orde.
8. viert de herovering van Britannia door Constantius Chlorus, caesar van de tetrarchie op Allectus in 296. De toespraak werd waarschijnlijk in 297 in Augusta Treverorum, op dat moment de residentie van Constantius Chlorus, uitgesproken.
9. is de tweede toespraak uit deze collectie, waar de keizer zelf niet bij aanwezig was. De toespraak is door Eumenius, leraar in de  retorica in Augustodunum (Autun). De toespraak was gericht aan de gouverneur van de provincie Gallia Lugdunensis. De rede is waarschijnlijk in 297/298 uitgesproken in Autun of Lyon. Naast zijn hoofdonderwerp, de restauratie van de school van de retoriek in Autun, prijst het de prestaties van de keizers van de tetrarchie, vooral die van Constantius.
10. rede uit het jaar 289 (en dus de oudste van de laat-antieke toespraken in deze collectie), uitgesproken in Augusta Treverorum ten overstaan van Maximianus bij gelegenheid van de oprichtingsdag van de stad Rome. Volgens een omstreden manuscriptstraditie was de auteur een zekere Mamertinus, die ook wordt geïdentificeerd met de auteur van de volgende toespraak.
11. uit 291, ook in Augusta Treverorum uitgesproken ten overstaan van Maximianus, ter ere van de verjaardag van de keizer. De toespraak wordt vaak toegeschreven aan Mamertinus, waarschijnlijk de magister memoriae (privésecretaris) van Maximianus, maar het manuscript is gecorrumpeerd en het auteurschap is niet helemaal zeker.
12. door een anonieme redenaar, in 313 uitgesproken in Augusta Treverorum, deze toespraak viert (en geeft ook een uitgebreide beschrijving van) Constantijns overwinning op Maxentius in 312. De auteur van deze panegyricus maakt veel gebruik van Vergilius.[31]

## Oorsprong en traditie van de Panegyrici Latini

### Ontstaansgeschiedenis en doel
De ontstaansgeschiedenis van de Panegyrici Latini wordt meestal onderverdeeld in twee of drie fasen. In eerste instantie was er een collectie van vijf lofredes door verschillende anonieme auteurs uit de stad Augustodonum (het huidige Autun); het betreft de nummers 5 tot en met 9 uit de collectie hierboven. Later werden de toespraken 10 en 11, die zijn verbonden met Augusta Treverorum (het huidige Trier) toegevoegd; Het is niet zeker wanneer toespraak 12 deel ging uitmaken van de collectie. Ten slotte werden op een later tijdstip de lofrede 2, 3 en 4 toegevoegd. Deze drie lofredes verschillen om twee redenen van de andere panegyrieken; ten eerste omdat zij buiten Gallië (in Rome en Constantinopel) zijn uitgesproken; ten tweede omdat de namen van de sprekers behouden zijn gebleven.
Plinius zijn lofrede werd aan het begin van de collectie geplaatst als het klassieke model van het genre. Soms wordt de auteur van de laatste panegyriek, Pacatus, wel beschouwd als de redacteur van het finale corpus. Dit geloof is gebaseerd op de plaats - de tweede plaats na die van Plinius - die die Pacatus' lofrede binnen het corpus inneemt en omwille van het zware gebruik dat Pacatus in zijn lofrede van de eerdere panegyrieken in de collectie maakt. Hoewel de meeste van de toespraken wel delen aan hun chronologische voorgangers in de collectie ontlenen, gaat Pacatus hier het verst in. Hij neemt ideeën en fraseologie uit bijna alle andere toespraken over. De panegyriek uit 313 heeft hem met name als voorbeeld gediend.
Omdat de collectie thematisch en chronologisch ongeordend is, hebben Nixon en Rodgers geconcludeerd dat de Panegyrici Latini "geen politiek of historisch doel hebben gediend", maar gewoon een hulpmiddel zijn geweest voor studenten en beoefenaars van de panegyrische retoriek. Roger Rees stelt echter dat de omstandigheden van de samenstelling van de collectie (dit als Pacatus als samensteller wordt gezien) suggereren dat de Panegyrici Latini waren bedoeld om de continue trouw van  Gallië aan Rome te illustreren. In dezelfde lijn zou Pacatus' lofrede uit 389 bedoeld zijn geweest om Theodosius (die het jaar daarvoor de usurpator Magnus Maximus in Gallië had verslagen) gerust te stellen en hem te verzekeren dat Gallië volkomen loyaal aan hem was.

### Manuscripttraditie
De Panegyrici Latini bevat het grootste deel van de zestien Latijnse lofredes ter ere van Romeinse keizers die uit de periode voor het jaar 400 bekend zijn. De overige vier bestaan uit drie fragmentarische toespraken die zijn overgeleverd via Symmachus en een toespraak van Ausonius. Slechts één manuscript van de Panegyrici Latini heeft zover men weet tot in de 15e eeuw weten te overleven. Dit manuscript werd in 1433 in een klooster in Mainz ontdekt door de Italiaanse humanist Johannes Aurispa. Ter gelegenheid van het concilie van Bazel bevond Aurispa zich ten noorden van de Alpen. Dat manuscript dat bekend kwam te staan als M (Moguntinus) werd voordat het uiteindelijk verloren ging meerdere malen gekopieerd. Twee takken van Italiaanse manuscripten zijn te herleiden tot een kopie dat Aurispa van M, X1 en X2 Deze twee manuscripten zijn ook verloren gegaan,, maar er stammen zevenentwintig nog bestaande manuscripten af van deze twee documenten. Het bewijs van de overlevende manuscripten suggereert dat Aurispa de kopie van M in haast heeft gemaakt en dat de Italiaanse manuscripten over het algemeen inferieur aan de andere traditie, H, zijn.
Een andere onafhankelijke traditie stamt van M af: H (in de British Library: Harleianus 2480), N (in Cluj, Roemenië: Napocensis) en A (in de Bibliotheek van de universiteit van Uppsala). H en N zijn beide vijftiende-eeuwse manuscripten die door een Duitse hand zijn getranscribeerd. H laat correcties zien door een bijna tijdgenoot, h. N werd ergens tussen 1455 en 1460 gekopieerd door de Duitse theoloog Johannes Hergot. Gedetailleerde onderzoek van de handschriften door D. Lassandro heeft aangetoond dat A is afgeleid van N en dat N is afgeleid van H. H wordt meestal beschouwd als het best bewaard gebleven manuscript.
Moderne edities van de Panegyrici nemen soms verschillende lezingen van buiten H op. Bijvoorbeeld, Als X1 en X2 bijvoorbeeld aan elkaar gelijk zijn het erover eens, bewaren zijn soms een correctere lezing van M in vergelijking met H. Zij bevatten ook nuttige tekstkritische verbeteringen van de intelligente humanistische corrector van Vaticanus 1775. Vroege gedrukte edities zijn ook nuttig gebleken. Voorbeelden zijn de Antwerpse editie van Livineius uit 1599, die verschillende lezingen van het werk van de geleerde Franciscus Modius bevat. Modius maakte gebruik van een ander manuscript uit de abdij van Sint-Bertinus in Sint-Omaars (Bertinensis) Van Bertinensis wordt nu algemeen aangenomen dat deze verwant is aan, en niet zoals eerder gedacht afgeleid van M is. Johannes Cuspinianus zijn Weense editie van 1513 heeft zich als meer problematisch bewezen. De relatie van M tot de door Cuspianus gebruikte manuscripten is een mysterie en additioneel materiaal, dat in lengte van enkele woorden tot hele clausen varieert, zijn alleen in de tekst van Cuspinianus en nergens anders te vinden. Sommige geleerden, zoals Galletier, wijzen Cuspinianus' toevoegingen in zijn geheel af; Nixon en Rodgers kozen ervoor om elke toevoeging afzonderlijk op zijn merites te beoordelen. Ten slotte hebben Puteolanus zijn Milanese editie uit 1476 en de correcties van h hebben zich ook als waardevol bewezen.

## Voetnoten
1. 1 2  Nixon en Rodgers, blz. 4.
2. 1 2  Nixon en Rodgers, blz. 3-4
3. ↑  T.J. Haarhoff, Schools of Gaul (Londen, 1920; rept. Johannesburg, 1958), passim, 'geciteerd in Nixon en Rodgers, blz. 7
4. ↑  Tacitus, Annales, 3.43, geciteerd in Nixon en Rodgers, blz. 7
5. ↑  Pan. 9.17.2-3, geciteerd in Nixon en Rodgers, blz. 8.
6. 1 2  Nixon en Rodgers, blz. 8.
7. ↑  Haarhoff, Schools of Gaul, blz. 48, aangehaald in Nixon en Rodgers, blz. 8.
8. ↑  Haarhoff, Schools of Gaul, 46-48, geciteerd in Nixon en Rodgers, blz. 8; Nixon en Rodgers, 7-8.
9. ↑  J. Mesk, "Zur Technik der lateinischen Panegyriker," Rheinisches museum für philologie blz. 67 (1912): 573, geciteerd in Nixon en Rodgers, blz. 10-12
10. ↑  Quintilianus, Institutio Oratoria 3.7.10e.v.; Galletier I: xxxi, geciteerd in Nixon en Rodgers, blz. 12-13
11. ↑  Nixon en Rodgers, blz. 12.
12. ↑  E. Vereecke, "Le Corpus des Panégyriques latins de l'époque tardive," Antiquité classique 44 (1975): blz. 151-53, geciteerd in Nixon en Rodgers, blz. 13
13. ↑  Nixon en Rodgers, blz. 14
14. ↑  Nixon en Rodgers, blz. 16. zie ook: Rees, "Praising in Prosa: Vergil and the Panegyric," in Romane Memento: Vergil in the fourth Century (London: Duckworth, 2004).
15. ↑  zoals in 9.2.4, dat naar de Carmina 2.1.22 verwijst, geciteerd in Nixon en Rodgers, blz. 16.
16. ↑  12.25.2-3, gemodelleerd op Ovidius, Metamorphoses 15.746-61, geciteerd in  Nixon en Rodgers, blz. 17.
17. ↑  Nixon en Rodgers, blz. 17
18. ↑  Nixon en Rodgers, 18 n.68.
19. ↑  Nixon en Rodgers, blz. 18.
20. ↑  Paragraaf 12.15.6 ontleent haar gevoelens en frasering aan Livius, 28.44.8, geciteerd in Nixon en Rodgers, blz. 18.
21. ↑  Paragraaf 8.16.4 echoot paragraaf 38.17.3 bij Livius, geciteerd in Nixon en Rodgers, blz. 18.
22. ↑  Paragraaf 8.14.2, geciteerd in Nixon en Rodgers, blz. 18
23. ↑  Paragraaf 6.9.3 echoot Tacitus Agricola', 12; B.  Baldwin, "Tacitus, the Panegyrici Latini en de Historia Augusta," Eranos  78 (1980): blz. 175-78, en N. Baglivi "Osservazioni su Paneg VII(6), blz. 9," Orpheus 7 (1986): 329-37, geciteerd in Nixon en Rodgers, blz. 18.
24. ↑  Klotz, "Studen zu den Panegyrici Latini ', 546, 554, (geciteerd in Nixon en Rodgers, 18 n.72) pleit voor het laatste geval; Nixon en Rodgers pleiten voor het eerste.
25. ↑  Zie 12.6.1-2 dat zinspeelt op de Bellum civile 3.80.1-81.2, geciteerd in Nixon en Rodgers, blz. 18-19.
26. ↑  Steven M. Oberhelman en Ralph G. Hall "Meter in Accentual Clausulae" Classical Philology 80:3 (1985): 222-23, geciteerd in Nixon en Rodgers, blz. 19
27. ↑  Nixon en Rodgers, blz. 20.
28. ↑  Nixon en Rodgers, blz. 4;Rees, Layers of Loyalty, blz. 22
29. ↑  Nixon en Rodgers, 7 n.22, Rees, Layers of Loyalty, 22 n.84.
30. 1 2  Nixon en Rodgers, blz. 7.
31. ↑  Nixon en Rodgers, blz. 16.
32. ↑  W. Baehrens, "Zur quaestio Eumeniana", Rheinisches Museum für Philologie 67 (1912): 313; en Galletier, 1: xiii en xix, aangehaald in Nixon en Rodgers, blz. 5
33. ↑  Nixon en Rodgers, blz. 5
34. ↑  Een voorbeeld hiervan is R. Pichon, Les derniers écrivains profanes (Parijs, 1906), blz. 285-91, aangehaald in Nixon en Rodgers, blz. 6-18; Roger Rees, "The Private Lives of Public Figures in Latin Prose Panegyric," in The Propaganda of Power: The role of Panegyric in Late Antiquity, uitg. Mary Whitby (Boston: Brill, 1998). blz. 99
35. ↑  Rees, "Private Lives", 99.
36. ↑  Nixon en Rodgers, blz. 6
37. ↑  Rees, Layers of Loyalty, blz. 23.
38. ↑  Rees, Layers of Loyalty, blz. 6.
39. ↑  Nixon en Rodgers, blz 35-36; Rees ,Layers of Loyalty, blz 19.
40. ↑  Rees, Layers of Loyalty, blz. 19.
41. ↑  Nixon en Rodgers, blz. 35-36.
42. 1 2  Nixon en Rodgers, blz. 36; Rees, Layers of Loyalty, blz. 19
43. 1 2  Nixon en Rodgers, blz. 36.
44. ↑  D. Lassandro: "I manoscritti HNA nella tradizione dei  Panegyrici Latini, Bolletino del Comitato per la preparazione della Edizione Nazionale dei Classici Greci e Latini 15 (1967): blz. 55-97, aangehaald in Nixon en Rodgers, blz. 36, en Rees, Layers of Loyalty, blz. 19.
45. 1 2  Rees, Layers of Loyalty, blz. 19-20.
46. ↑  Nixon en Rodgers, blz. 36; Rees, Layers of Loyalty, blz. 19-20
47. ↑  Nixon en Rodgers, blz. 36

## Externe bron
- Nixon en Rogers op Google Book